# Cortodera robusta
Cortodera robusta là một loài bọ cánh cứng trong họ Cerambycidae.